# Virginie Déjazet

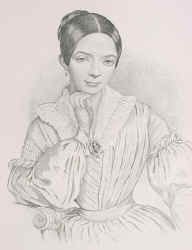
Virginie Déjazet, av Ludwig Richter.

Pauline Virginie Déjazet, född den 30 augusti 1797 i Paris, död den 1 december 1875, var en fransk skådespelerska.
Virginie Déjazet debuterade på scen vid fem års ålder 1802 och verksam i sjuttio år. Efter att ha spelat på Vaudevilleteatern i Paris, i landsorten och Variétés, Gymnase (1821) och Nouveautés (1828) i Paris, var hon 1831-1844 en av Paris största stjärnor på Palais Royal. Hon var sedan verksam på en rad teatrar och även i London. 1859 fick hon privilegium på Folies Nouvelles i Paris, en scen som kallades Théatre Déjazet efter henne. År 1869 fick hon från kejsaren en årlig pension på 20 000 frs. och pensionerade sig. 1874 gavs till hennes förmån en extra föreställning i Salle Ventadour (tidigare italienska operan), som gav över 60 000 francs. Déjazet var särskilt omtyckt i mansroller och sågs som en av Europas "förnämsta skådespelerskor". Hon var också omtyckt i kupletter. 